# ТС-10
ТС-10 «Добрыня» — бульдозер,  гусеничный промышленный трактор Челябинского тракторного завода, общего назначения для строительных работ.

### Технические характеристики
| Эксплуатационная масса                | 13500 кг   |
| Эксплуатационная мощность             | 132 кВт    |
| Номинальное тяговое усилие            | 173 кН     |
| Ёмкость топливного бак                | 300 л      |
| Максимальная скорость движения вперед | 9.2 км/ч   |
| Давление на грунт                     | 53 −65 кПа |
| Длина                                 | 6415 мм    |
| Ширина                                | 3250 мм    |
| Высота                                | 3090 мм    |